# 2011년 벨라루스 시위
2011 벨라루스 시위는 벨라루스에서 대통령 사임을 요구하고 시민들이 시도한 반정부 시위이다. 1994년부터 집권하고 있는 알략산드르 루카셴카 대통령의 퇴진을 요구하고 있으며 아랍의 봄에 많은 영향을 받은 것으로 보인다. 유럽의 마지막 독재국가로 불리는 벨라루스는 2011년 5월 대통령 선거에 참여한 안드레이 사니카우를 선거 참여를 이유로 5년 형을 선고해 가뒀으며 그의 주장에 따르면 80%의 득표율을 보였다.
2011년 6월 29일 수 백명이 수도인 민스크에 모여 반대통령 시위를 벌였으며 현재 극심한 경제 위기를 타도하고자 나서기도 했다. 과거 시위와 달리 이번 시위는 큰 호응을 얻고 있으며 경찰력이 강압 진압을 하는 과정에서는 40명 정도가 체포됐다.
7월 3일 벨라루스 독립기념일에 3천 명 이상이 "손뼉치기 시위"를 주광장에서 시작했으며 노래를 부르며 슬로건을 외치기 시작했다. 사복 경찰이 등장해 수천명의 시위자가 잡혔다. 정부는 트위터와 페이스북 또한 차단하고 있다.

## 같이 보기
- 오렌지 혁명